# Manuel Murillo Toro
Manuel Murillo Toro (* 1. Januar 1816 in Chaparral/Tolima; † 26. Dezember 1880 in Bogotá) war ein kolumbianischer Politiker und von 1864 bis 1866 und von 1872 bis 1874 Präsident von Kolumbien.

## Leben
Murillo studierte bis 1836 Jura an der Universidad Nacional de Colombia. Er wurde von Francisco de Paula Santander gefördert und opponierte als Journalist gegen die konservative Regierung Jose Ignacio de Marquez'. 1840 wurde er Herausgeber der liberalen Gaceta Mercantil de Santa Marta, die maßgeblichen Anteil am Sieg der liberalen Partei bei den Wahlen 1849 hatte. Unter José Hilario López war er Innen- und Finanzminister. Seine Kandidatur für die Vizepräsidentschaft 1862 schlug fehl. 1857–58 war er Gouverneur des Departamento de Santander.
Nach 1861 wirkte Murillo als Botschafter in Europa und den USA. Während seiner ersten Präsidentschaft 1864–66 als Nachfolger von Tomás Cipriano de Mosquera widmete er sich der Förderung der Infrastruktur – u. a. wurden in dieser Zeit die ersten Telegraphenleitungen eingerichtet. Nach Ablauf seiner Amtszeit als Präsident wurde er in den Senat gewählt und wegen seines Widerstands gegen einige willkürliche Maßnahmen Präsident Mosqueras zusammen mit anderen auf dessen Befehl bei der Auflösung des Kongresses im März 1867 verhaftet. Nach Mosqueras Absetzung am 25. Mai 1867 war Murillo Mitglied des Parlaments von Cundinamarca und danach für kurze Zeit erneut Gesandter in den Vereinigten Staaten und Richter am Obersten Gerichtshof.  
Mit Unterstützung von Teilen der konservativen Partei wurde er 1872 als Nachfolger von Eustorgio Salgar erneut zum Präsidenten Kolumbiens gewählt. Sein Nachfolger Santiago Pérez de Manosalbas entsandte ihn als Botschafter nach 1874 nach Venezuela. 1878 wurde er erneut in den Senat gewählt, aus dem er sich 1880 aus gesundheitlichen Gründen zurückzog.